# ヴォイチェフ・ゲルソン
ヴォイチェフ・ゲルソン（ポーランド語表記：Wojciech Gerson,1831年7月1日 - 1901年2月25日）は、ポーランドの画家である。後にワルシャワ美術アカデミー(Akademia Sztuk Pięknych w Warszawie)になるワルシャワの美術学校の教授も務めた 。

## 略歴
ワルシャワ生まれた。1844年にワルシャワ美術学校に入学し、優秀な成績で卒業して奨学金を与えられ、サンクトペテルブルクのロシア帝国美術アカデミーに移ってA・T・マルコフ(Alexey Tarasovich Markov)に歴史画を学んだ。同校を、銀メダルを受けて卒業し、1855年に帰郷した。1856年にはパリに移住しレオン・コニエに師事した。1858年にはワルシャワへ帰り、以後は同市を拠点として活動した。ゲルソンは1865年から自身の工房で絵を教え始め、1872年には母校のワルシャワの美術学校の教授になった。その門下からはユゼフ・マリアン・ヘウモニスキ、レオン・ヴィチュウコフスキ、ヴワディスワフ・ポトコヴィンスキ、ユゼフ・パンキェヴィチらが出た。ゲルソンは1873年にロシア帝国美術アカデミーの会員になり、1878年にロシア帝国美術アカデミーの教授の称号を得た。ゲルソンはまた建築家、美術評論家でもあった。彼の作品は愛国主義的な色彩の強い歴史画、農村や山を主題とした風景画などで知られる。

## 作品

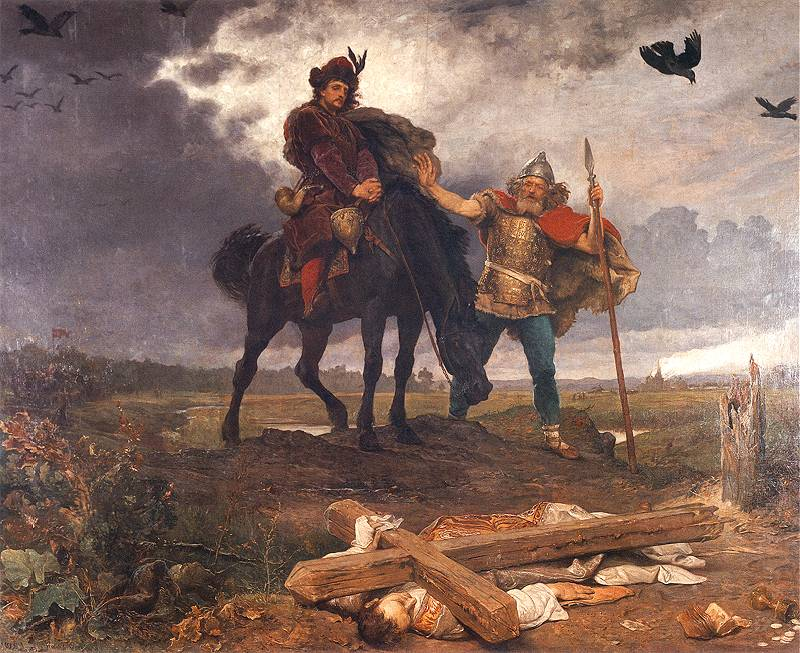
Kazimierz Odnowiciel
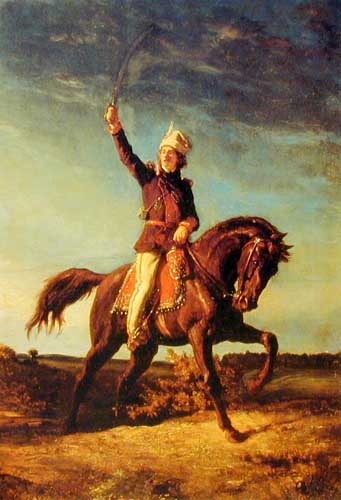
Kościuszko
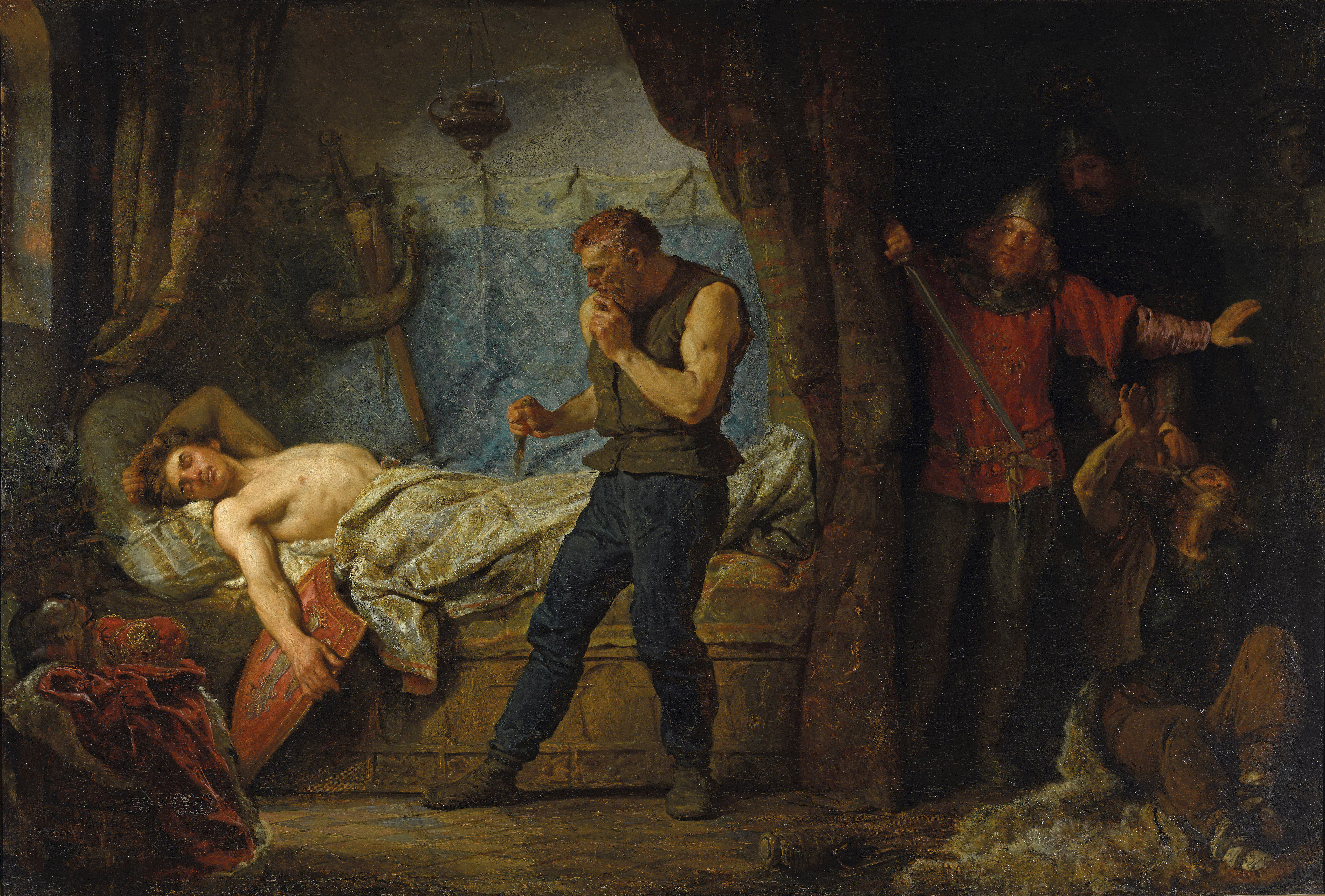
Death of Przemyslaw II
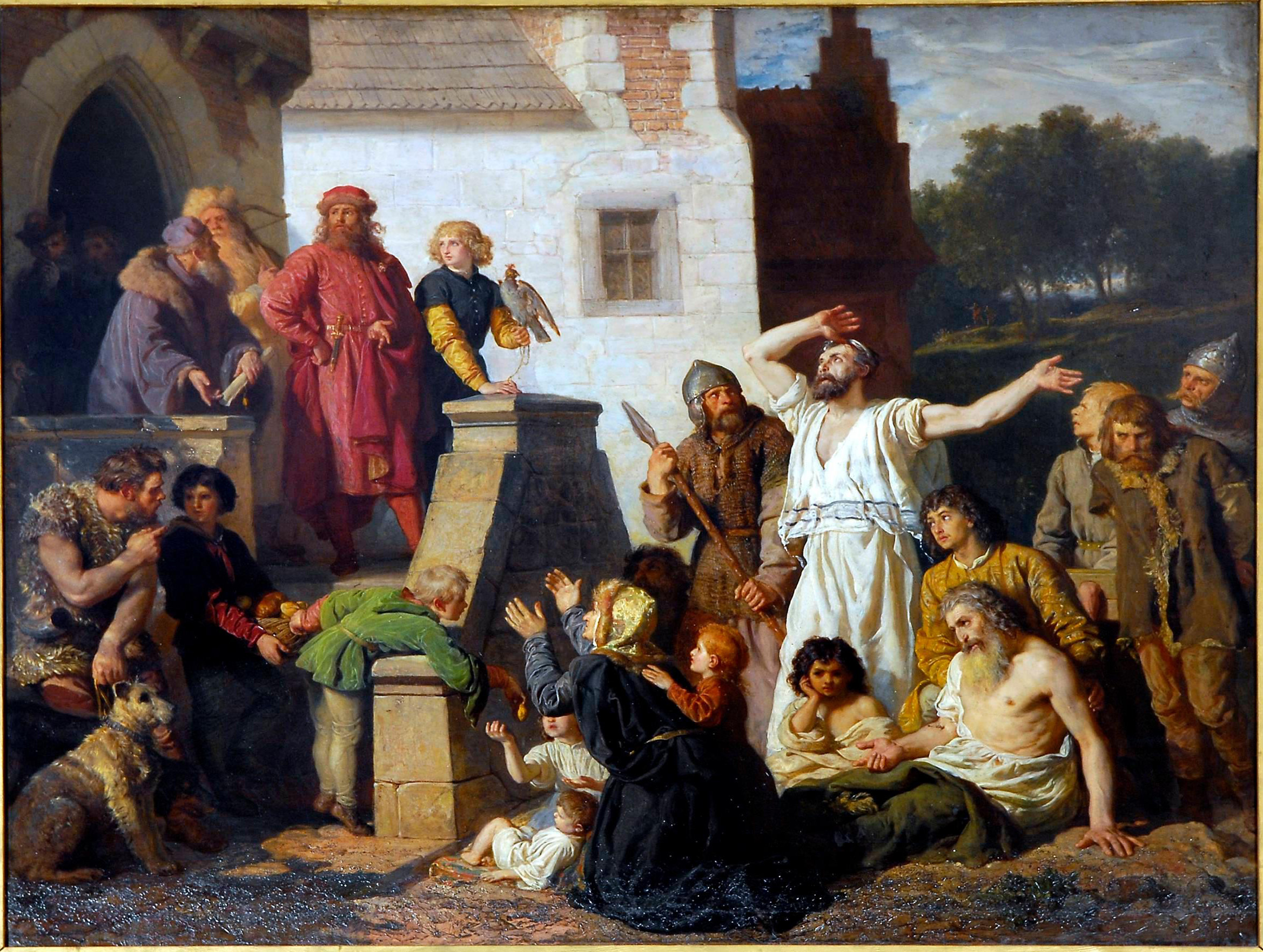
Kazimierz Wielki and Jews

## ヴォイチェフ・ゲルソンに学んだ学生
- ユゼフ・マリアン・ヘウモニスキ (en) (1849-1914)
- レオン・ヴィチュウコフスキ(en) (1852-1936)
- ウラディスラウ・スレヴィンスキー (1856-1918)
- ヤン・スタニスワフスキ (1860-1907)
- ズジスワフ・ヤシンスキ (1863-1932)
- ヴワディスワフ・ポドコヴィンスキー (1866-1895)
- ユゼフ・パンキェヴィチ (en) (1866-1940)